# Medico di bordo

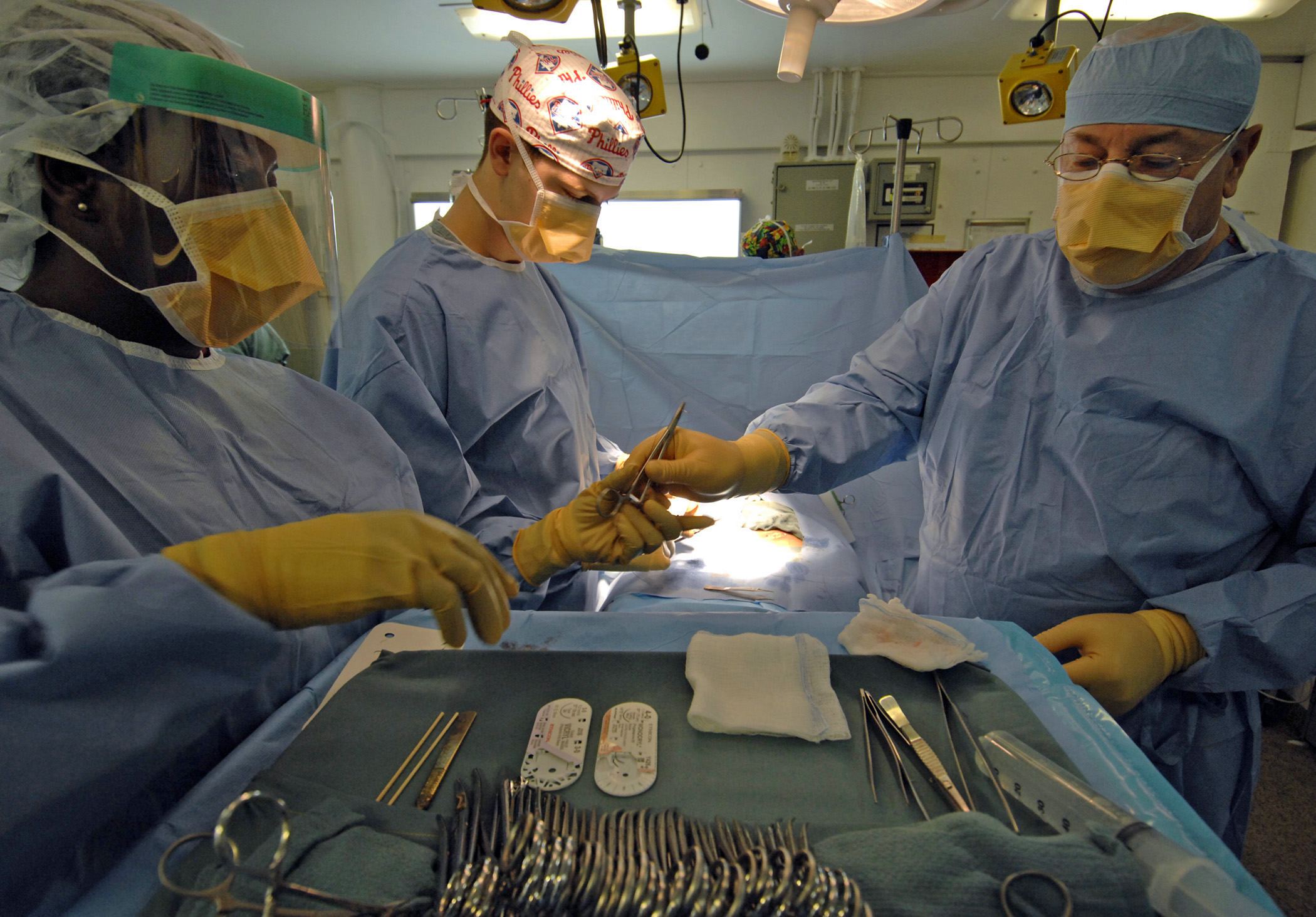
Medico di bordo

Il medico di bordo è il professionista della medicina che si occupa della salute umana dei marittimi, dei passeggeri o dei militari imbarcati su navi da guerra, mercantili o da crociera.

## Italia

### Marina mercantile
In Italia con l'entrata in vigore del Decreto ministeriale del 13 giugno 1986, il servizio medico di bordo è diventato obbligatorio anche sulle navi della marina mercantile italiana, addette alla navigazione nel Mar Mediterraneo, che siano:
- navi maggiori, destinate al servizio pubblico di crociera;
- navi traghetto, abilitate al trasporto di 500 o più passeggeri, in servizio pubblico di linea la cui durata, tra scalo e scalo, sia pari o superiore a 6 ore di navigazione.

#### Medico di Bordo Abilitato
È il medico che ha superato un concorso di esame ed è stato ritenuto idoneo dal Ministero della salute ad iscriversi nell'elenco che gli consente l'imbarco come "Direttore del Servizio Sanitario".

#### Medico di Bordo Aggiunto
È il medico che, in base alla valutazione dei titoli accademici, professionali e di carriera, è riconosciuto idoneo ad iscriversi all'elenco dei medici di bordo supplenti e ad imbarcarsi su qualsiasi nave nazionale come:
- 1º Medico di Bordo Aggiunto[1];
- 2º Medico di Bordo Aggiunto[2];

oltre al Medico di Bordo - Direttore del Servizio Sanitario, iscritto all'elenco degli abilitati; ad imbarcarsi su nave la cui navigazione è limitata al Mar Mediterraneo (senza superare lo Stretto di Gibilterra ed il Canale di Suez) come "Direttore del Servizio Sanitario" (in carenza di "Medici di Bordo Abilitati").

#### Libero professionista
Non esiste nel codice di navigazione italiano, ai sensi dell'art. 321 C.N., l'ufficiale medico (3º Medico Aggiunto), che è un marittimo che naviga con "convenzione" a missione o con contratto a tempo indeterminato.

Medico di Bordo Abilitato - Direttore del Servizio Sanitario
1º Medico di Bordo Aggiunto
2º Medico di Bordo Aggiunto
3º Medico di Bordo Aggiunto

### Riferimenti normativi italiani
- Regio decreto 29 settembre 1895, n. 636[collegamento interrotto].
- Regio decreto 20 maggio 1897, n. 178.
- Decreto ministeriale 13 giugno 1986[collegamento interrotto].